# Дхунат (подокруг)
Дхунат (бенг. ধুনট, англ. Dhunat) — подокруг на севере Бангладеш. Входит в состав округа Богра. Образован в 1962 году. Административный центр — город Дхунат. Площадь подокруга — 247,73 км². По данным переписи 1991 года численность населения подокруга составляла 246 984 человека. Плотность населения равнялась 997 чел. на 1 км². Уровень грамотности населения составлял 19,3 %. Религиозный состав: мусульмане — 94,82 %, индуисты — 5,06 %, прочие — 0,12 %.